# Syleham
Syleham – wieś w Anglii, w hrabstwie Suffolk, w dystrykcie Mid Suffolk. Leży 33 km na północ od miasta Ipswich i 133 km na północny wschód od Londynu.